# Золотий (район імені Лазо)
Золоти́й (рос. Золотой) — селище у складі району імені Лазо Хабаровського краю, Росія. Адміністративний центр та єдиний населений пункт Золотинського сільського поселення.

## Населення
Населення — 427 осіб (2010; 534 у 2002).
Національний склад (станом на 2002 рік):
- росіяни — 73 %